# Anja Kruse
Anja Kruse, née à Essen le 5 août 1956, est une actrice allemande.

## Biographie
Anja Kruse, fille d'un entrepreneur d'Essen, a fréquenté l'École Folkwang d'Essen de 1976 à 1979 après avoir obtenu son diplôme d'études secondaires. Au débute sur scène en 1979-1980, Théâtre municipal de Münster (de). De 1980 à 1983, elle a joué, entre autres, au Théâtre Thalia de Hambourg, au Théâtre d'État d'Oldenbourg et au Theater des Westens de Berlin.
En plus de sa carrière théatrale, elle participe à La Rose blanche de Michael Verhoeven en 1981. En 1984, elle obtient son premier grand rôle télévisé dans la mini-série télévisée de ZDF, Die schöne Wilhelmine, dans laquelle elle incarne le personnage principal, Wilhelmine Enke de Lichtenau. 
Elle reçoit la Goldene Kamera  en 1984 comme meilleure jeune actrice. Elle a ensuite participé à de nombreux téléfilms et à des séries telles que La Clinique de la Forêt-Noire ou Le Renard. 
Elle est une adepte du mouvement religieux Soka Gakkai depuis le milieu des années 1990.
En 2006, elle est nommée première « ambassadrice du costume traditionnel » par l'entreprise familiale autrichienne Tostmann. 
Depuis 2020, Anja Kruse est la marraine de la Fondation IVQS, contre la pauvreté des personnes âgées parmi les acteurs 

### Vie familiale
Anja Kruse était en couple avec Heinz Hellberg (de) à Vienne jusqu'en 1989. En 1992, elle rencontre le réalisateur français Jean-Louis Daniel et le suit à Paris. Ils se marient en 1995 et habitent en Normandie. Ils divorcent en 2008. De 2004 à 2010, elle entretient une liaison avec le producteur de télévision autrichien Norbert Blecha. Elle vit dans le sud de la France près de Cannes et à Salzbourg.

## Filmographie (sélection)
- 1979 : Der Maulkorb
- 1982 : La Rose blanche (Die weiße Rose) de Michael Verhoeven : Traute Lafrenz
- 1984 : Die schöne Wilhelmine, mini-série télévisée de Rolf von Sydow (en) : Wilhelmine
- 1986–1987 : La Clinique de la Forêt-Noire (Die Schwarzwaldklinik), série télévisée
- 1986 : Maria Stuart, téléfilm de Heinz Schirk : Maria Stuart
- 1989 : L'Ami des bêtes (Ein Heim für Tiere), série télévisée, épisode Teure Tauben (littéralement : chers pigeons)
- 1992 : Le Pilote du Rio Verde (Die Abenteurer vom Rio Verde), série télévisée
- 1994 : Désirs noirs : La fièvre du désir (Dark Desires: Thelma), téléfilm de Jean-Louis Daniel : Thelma Seymour
- 1995 : Ils n'ont pas vingt ans, téléfilm de Charlotte Brändström : Élisabeth
- 1996 : La Légende d'Aliséa (Sorellina e il principe del sogno), mini-série télévisée de Lamberto Bava et Andrea Piazzesi : princesse Alisea
- 1997 : Désirs fatals (Dark Desires – Vera) de Jean-Louis Daniel : Vera
- 1997 : Le Quatrième Roi (Il quarto re) de Stefano Reali : la veuve noire
- 1999 : Rex, chien flic (Kommissar Rex), série télévisée, épisode Das letzte Match
- 2000–2005 : Le Renard (Der Alte), série télévisée : différents rôles
- 2007 : Jump de Joshua Sinclair : Ita Halsman
- 2009 : Vivaldi, il prete rosso, téléfilm de Liana Marabini
- 2010 : The Gardener of God de Liana Marabini : Erica von Baumann
- 2011 : Mick Brisgau (Der letzte Bulle), série télévisée, épisode Liebe in Not
- 2015 : Soko brigade des stups, série télévisée, épisode 30 Stimmen und ein Todesfall
- 2016 : Radio Heimat de Matthias Kutschmann
- 2021 : Die Rosenheim-Cops, série télévisée, épisode Drei Grazien und ein Todesfall

## Théâtre (sélection)
- 1980 : Luise dans Kabale und Liebe de Friedrich von Schiller
- 1985 : Nora, dans Nora d'Ibsen
- 1986 : Eliza, dans My Fair Lady
- 1988 : Marianne, dans Geschichten aus dem Wienerwald d'Horvath
- 1989-1990 : Maggie, dans Nach dem Sündenfall d'Arthur Miller
- 1992 : Polly, dans Dreigroschenoper
- 1998–2000 : Das ungleiche Paar de Neil Simon
- 2004 : Mme. Therbouche, dans Der Freigeist d'Éric-Emmanuel Schmitt
- 2005 : Fee, dans Die Schöne und das Biest
- 2006–2009 : Mrs. Robinson, dans Die Reifeprüfung
- 2012 : Frau von Götz dans Das Vermögen des Herrn Süß de Dieter Wedel et Joshua Sobol (festival Nibelungenfestspiele Worms (Worms)
- 2016 : Der Vorname
- 2023 : Brauchen Sie 'ne Quittung[2] (Contra-Kreis-Theater (de), Bonn)

## Écrits
- Mein Weg mit Buddha, Munich, Mvg, 2013 (ISBN 978-3-86882-433-9).
- Voll im Leben : 130 gesunde Rezepte für meine besten Jahre, Neustadt an der Weinstraße, Umschau Verlag, 2018 (ISBN 978-3-86528-848-6)